# 吕遵谔
吕遵谔（1928年2月—2015年8月20日），男，山东福山人，中国旧石器时代考古学家，曾任北京大学考古系副系主任、教授、博士生导师。

## 生平
1928年2月，他出生于山东福山县东留公村，1949年就读北京大学，1953年毕业并留校，1954年参加丁村遗址发掘，后先后主持发掘蓝田人遗址、大窑文化、金牛山遗址。1984年评为教授，1986年成为博士生导师。期间曾担任北京大学考古系副系主任、北京大学学术委员会委员。1999年退休。
2015年8月20日下午5时30分因病逝世。

## 社会兼职
中国考古学会理事。